# José María Zavala
José María Zavala Chicharro (Madrid, 1962) es un periodista, escritor y director de cine español.

## Biografía
De formación cristiana, sus padres eran supernumerarios del Opus Dei. A los seis años de edad, una visita al Santuario de Fátima cimentó en él su devoción a la virgen María aunque posteriormente se alejó de la doctrina católica.
Según su propio testimonio, el 5 de agosto de 2009 Zavala experimentó una conversión. Tras su experiencia decidió, junto con su compañera Paloma, confesarse después de quince años sin recibir ese sacramento. A pesar de tener dos hijos en común, a partir de ese momento la pareja decidió dormir en habitaciones separadas y no mantener relaciones sexuales hasta casarse. Nueve meses después obtuvo la nulidad de un matrimonio anterior, y ambos pudieron contraer nuevo matrimonio. Desde entonces decidió volcar su vocación a la divulgación de la vida de grandes santos, especialmente al padre Pío.

## Trayectoria profesional
Ha sido jefe de información del suplemento económico del diario El Mundo, responsable de la información financiera y de comunicación del mismo periódico, redactor del diario económico Expansión y subdirector de la revista Capital, promovida por el grupo alemán Bertelsmann. Ha escrito en el periódico británico The Guardian y en la revista Paris Match. Colabora en Cuarto Milenio de Cuatro, con Iker Jiménez, en el programa La Esquina del Misterio con Cristina López Schlichting en la Cope y en el diario La Razón.
Ha colaborado en proyectos editoriales para El Mundo; también ha intervenido en Intereconomía Televisión, y en programas especiales en TVE, Antena 3 y Tele 5; y edita un blog en el portal Religionenlibertad.com, Oro Fino.
En diciembre de 2020 fue elegido académico de número de la Academia de las Artes y las Ciencias Cinematográficas de España, tras la decisión unánime de su Junta Directiva.

## Publicaciones
Es autor de una treintena de libros, entre los que se encuentra su trilogía sobre la Guerra Civil prologada por el hispanista Stanley George Payne: La infanta republicana, La maldición de los Borbones y Bastardos y Borbones, todos ellos publicados por Plaza & Janés. 
También ha publicado El Borbón non grato, biografía del duque de Cádiz, Don Jaime, el trágico Borbón, sobre el duque de Segovia, por La Esfera de los Libros, El Borbón de cristal, biografía del príncipe de Asturias, Alfonso de Borbón y Battenberg, prologada por Luis María Anson. Además de El patrimonio de los Borbones y Las mentiras de ZP. Es autor también de La reina de oros. La doble vida de María Cristina de Borbón (LibrosLibres), biografía de la cuarta esposa de Fernando VII y madre de Isabel II, Las apariciones de El Escorial. Una investigación, La pasión de José Antonio, sobre el fundador de la Falange. 
Su primera novela El secreto del rey es según Julia Navarro, un thriller magistral que te mantiene en vilo desde la primera hasta la última página, con un final sorprendente.
La pasión de Pilar Primo de Rivera, incluye información del archivo privado de la hermana de José Antonio y directora de la Sección Femenina.
Su libro más querido es Padre Pío. Los milagros desconocidos del santo de los estigmas, que ha merecido hasta el momento dieciséis ediciones en España y otras tantas traducciones.También escribió junto con su mujer, Paloma Fernández Un juego de amor: El Padre Pío en nuestro camino al matrimonio. Es autor también de Madre Esperanza. Los milagros desconocidos del alma gemela del Padre Pío y Así se vence al demonio. Su última obra es Páginas secretas de la Historia.
En 2021, con Padre Pío, el amigo de Jesús, ha debutado en el cuento ilustrado para llegar a los más jóvenes lectores.
Como director de cine, su primera película, en 2018, fue El Misterio del Padre Pío, a las que siguieron Renacidos, Wojtyla, la investigación y Amanece en Calcuta
Ha publicado las siguientes monografías:
- El último magnate. Alfonso Escámez, de botones a presidente -con Juan José Morodo- (1990) ISBN 9788436805376
- J.M. Amusátegui. Un equilibrista en el BCH (1995) ISBN 9788446005711
- Las mentiras de González (1996) ISBN 8401390508
- Secuestrados (1997) ISBN 8492314400
- Matar al Rey (1998) ISBN 9788420644134
- Dos infantes y un destino (1998) ISBN 8401550068
- Juan de Borbón -con Aquilino Duque Gimeno- (2003) ISBN 9788466612029
- Los horrores de la guerra civil (2003) ISBN 9788497934138
- Don Jaime, el trágico Borbón (2006) ISBN 9788497345651
- En busca de Andreu Nin (2006) ISBN 9788497939744
- Los gangsters de la guerra civil (2007) ISBN 9788483462881
- La infanta republicana: Eulalia de Borbón (2008) ISBN 9788401305566
- Alto y claro: conversaciones con Rouco Varela (2008) ISBN 9788483067765
- La maldición de los Borbones (2008)ISBN 9788483466414
- Alfonso, el Borbón non grato (2008) ISBN 9788496840386
- Franco el republicano: la vida secreta del hermano maldito del caudillo (2009) ISBN 9788496840447
- El Borbón de cristal (2009) ISBN 9788496840874
- 1939. La cara oculta de los últimos días de la guerra civil (2009) ISBN 9788401379963
- El patrimonio de los Borbones (2010) ISBN 9788497349666
- Las mentiras de ZP (2010) ISBN 9788401390814
- Padre Pío. Los milagros desconocidos del santo de los estigmas (2010) ISBN 9788492654444
- Bastardos y Borbones (2011) ISBN 9788401389924
- La reina de oros, la doble vida de María Cristina de Borbón (2011) ISBN 9788492654673
- Las apariciones de El Escorial. Una investigación (2011) ISBN 9788492654727
- La pasión de José Antonio -con Rodolfo Sáenz Valiente- (2011) ISBN 9788401390937
- Infantas (2012) ISBN 9788401346521
- La maldición de los Orleans: Sobre la Casa Real Española (2012) ISBN 9788489779952
- Así se vence al demonio (2012)  ISBN 9788492654949
- El secreto del rey (2013) ISBN 9788466653275
- La pasión de Pilar Primo de Rivera (2013) ISBN 9788401346736
- Elena y el rey (2014) ISBN 9788401347955
- Isabel íntima (2014) ISBN 9788408125631
- Un juego de amor -con Paloma Fernández Gasset- (2014) ISBN 9788415570431
- Las últimas horas de José Antonio (2015) ISBN 9788467039689
- Franco con franqueza (2015) ISBN 9788401015465
- Los expedientes secretos de la Guerra Civil (2016) ISBN 9788467047523
- Las páginas secretas de la historia (2016) ISBN 9788401017575
- Madre Esperanza. Los milagros desconocidos del alma gemela del Padre Pío (2016) ISBN 9788494575136
- Pasiones regias (2017) ISBN 9788401019463
- El secreto mejor guardado de Fátima (2017) ISBN 9788499985664
- Grandes misterios y leyendas de España (2018) ISBN 9788401022722
- Mano a mano Madre Esperanza (2018) ISBN 9788494834585
- El santo: la revolución del Padre Pío (2018) ISBN 9788499986494
- Renacidos (2019) ISBN 9788412120004
- Medjugorje - El misterio que rodea a uno de los fenómenos más sorprendentes del catolicismo (2021) ISBN 9788427048881
- Padre Pío - El amigo de Jesús (2021) ISBN 9788412026634
- Tú y yo - Como gestionar la relación de pareja ISBN 9788412440805
- Últimas noticias de Jesús (2023) ISBN 9788467070903
- Los Doce (2025) ISBN 9788467075298

## Honores
- Miembro de la Real Academia de las Artes y las Ciencias Cinematográficas de España.
- Caballero de la Orden de Calatrava La Vieja.
- Cruz de Plata con distintivo rojo.